# Avenue Houba-de Strooper
L'avenue Houba-de Strooper (en néerlandais : Houba-de Strooperlaan) est une avenue bruxelloise située à Laeken, section de la commune de Bruxelles-ville, qui va du Boulevard de Smet de Naeyer au pont de Wemmel. Elle prolonge le Boulevard Émile Bockstael par le nord.
Le nom de cette avenue provient de celui d'un ancien secrétaire communal de la commune de Laeken, Louis Houba (1852-1916) époux d'Adèle Clémence de Strooper (1855-1927).
Du sud au nord, l'avenue passe par :
- Siège de l'association Child Focus
- Siège de l'URBSFA
- Stade Roi Baudouin
- Pont de Wemmel
- Siège belge du LIONS CLUB INTERNATIONAL

Depuis la seconde partie de l'avenue, il y a une vue dégagée sur l'Atomium.

## Sites remarquables à proximité
- Château du Stuyvenberg
- Square Clémentine
- Jardins du Fleuriste du Stuyvenberg
- Atomium
- Bruparck
- Stade Roi Baudouin

## Accès
| ___ | Ce site est desservi par les stations de métro : Stuyvenbergh, Houba-Brugmann et Roi Baudouin. |